# Qi Ying
Qi Ying (chinês tradicional: 齊迎, chinês simplificado: 齐迎; Zibo, 23 de janeiro de 1997) é um atirador esportivo chinês.

## Carreira
Qi Ying participou do Campeonato Mundial de Tiro ISSF de 2018, ganhando uma medalha de prata. Ele também conseguiu duas medalhas de ouro nos Jogos Asiáticos de 2022, tanto na prova individual como na prova por equipes.
Nos Jogos Olímpicos de Verão de 2024, em Paris, conquistou a medalha de prata na competição da fossa olímpica masculino.